# Markus Mosse
Markus Mosse (Mirosławiec, 3 agosto 1808 – Grodzisk Wielkopolski, 10 novembre 1865) è stato un medico tedesco.

## Biografia
Per la sua eminente abilità e popolarità fu eletto, ancora giovane, consigliere nella sua città natale, e nominato presidente della comunità ebraica.
La rivoluzione del 1848 in Polonia, che aveva un carattere puramente nazionale, ha portato un cambiamento nella sua vita. A differenza dei suoi correligionari, che o si mantenevano in disparte o combattevano dalla parte tedesca, Mosse si schierò con i ribelli polacchi, i cosiddetti "Sensenmänner". È stato ferito, fatto prigioniero e condannato alla prigione. La sua partecipazione alla sollevazione non gli valse né il riconoscimento dei suoi partigiani né la contentezza; e più di una volta si è pentito della sua azione.
Per il resto della sua vita Mosse visse tranquillamente a Grätz, impegnandosi nell'esercizio della sua professione.
Diverse istituzioni benevoli a Grätz sono collegate al suo nome, come l'Ospedale Dr. M. Mosse, che è aperto a tutti indipendentemente dalla distinzione religiosa.
I suoi figli erano Rudolf e Albert Mosse.